# Sporonchulus dentatus
Sporonchulus dentatus är en rundmaskart. Sporonchulus dentatus ingår i släktet Sporonchulus och familjen Mononchidae. Inga underarter finns listade i Catalogue of Life.